# Амерички лисичар
Амерички лисичар (енг. American Foxhound) вуче порекло од две европске пасмине - енглеског лисичара и великог плавог гаскоњског гонича. Улога ове пасмине је током историје била лов на лисице. Лисичари се приликом лова ослањају на свој њух. Амерички лисичар је национални пас државе Вирџиније.

## Основно
- Мужјак
  - Висина од 55 до 63 цм
  - Тежина од 20 до 29
- Женка
  - Висина од 53 до 61 цм
  - Тежина од 18 до 27

## Историја
Роберт Брук је 1650. године отпловио за Северну Америку из Енглеске са чопором ловачких паса, чије корење вуче неколико врста америлких гонича. Пси из Брукове крвне линије паса опстали су скоро 300 година. Џорџ Вашингтон добио је на поклон француске лисичаре, велике плаве гаскоњске гониче, од Маркиза де Лафајета. Многи од тих паса које је Вашингтон задржао потицали су од Брука, а њихово укрштање са француским гоничима довело је до стварања данашњег америчког лисичара. Амерички лисичар потиче из Мериленда и Вирџиније, а амерички лисичар данас је национални пас Вирџиније.
Ова пасмина је узгајана ради лова на лисице. Током увоза црвених лисица, ирски лисичари су укључени како би се повећала брзина и издржљивост пса, што је и данас евидентно. Као и сви гоничи, и амерички лисичар је музикалан. За гониче се често каже да испуштају гласове налик звону који се може преносити километрима.

## Карактеристике пса

### Нарав
Иако је амерички лисичар привржен, одан, нежан, питом и пун љубави, није баш породична пасмина нити је посебно оријентисан на људе. То, наравно, не значи да је опасан за људе (према деци је нарочито обазрив), него да му није потребно толико пажње. Амерички лисичар није узгајан да би људима правио друштво већ је првенствено ловачки пас. Пошто је ово чопоративан пас, са другим псима се добро слаже. Што се тиче других животиња и кућних љубимаца, потребна му је рана социјализација. Амерички лисичар је самосталан пас, понекад тврдоглав, стога је тренирање послушности изузетно важно, поред активне социјализације. Једна од одлика овог пса је његова несташност па изискује доста упорности и стрпљења од власника, те доследан тренинг.

### Општи изглед
Глава је прилично дуга са благо заобљеним потиљачним делом. Лобања је широка и пуна. Уши су усађене средње ниско. Очи су велике, браон боје или боје лешника. Њушка је добре дужине, равна, средње изражен стоп. Врат је суво омеђен од рамена, снажан и пун, средње дужине. 
Плећке су косо постављене, суве, мишићаве, ни тешке ни оптерећене, већ омогућују слободу кретања, покретност и снагу. Груди треба да су дубоке и да омогућавају доста места за плућа, али уже у поређењу код енглеског лисичара. Леђа су средње дуга, мишићава и снажна. Слабине су широке и благо заобљене. Предње ноге су равне са прилично снажним костима. Кукови и бутине су снажни, мишићави, омогућавају акцију пуне снаге. Реп је усађен средње високо. Длака је густа, оштра, средње дужине. Дозвољене су све боје.

## Нега и здравље
Длаку америчког лисичара је веома једноставно одржавати, јер је довољно четкање једном седмично. Купати само у случају да се испрља.
Амерички лисичар је обично здрав пас, али може се јавити тромбоцитопатија (поремећај тромбоцита), дисплазија кука, инфекција уха.
Животни век ове пасмине је 10-14 година, а женка оштени у просеку од 4-7 штенаца.